# Sörön
Sörön är ett naturreservat i Örebro kommun i Örebro län.
Området är naturskyddat sedan 1979 och är 23 hektar stort. Reservatet ligger på en drumlin som före sjösänkningen av Kvismaresjöarna utgjorde en ö. Reservatet består av lövskog och halvöppna beteshagar.